# Vindeltornsnäcka
Vindeltornsnäcka (Boreotrophon truncatus) är en snäckart som först beskrevs av Strom 1768.  Vindeltornsnäcka ingår i släktet Boreotrophon och familjen purpursnäckor. Enligt den svenska rödlistan är arten otillräckligt studerad i Sverige. Arten förekommer i Götaland. Artens livsmiljö är havet. Inga underarter finns listade i Catalogue of Life.